# В городе N
«В городе N» — дебютный альбом российской поп-рок-группы Uma2rman, выпущенный в 2004 году на музыкальном лейбле Velvet Music. Альбом стал платиновым, разойдясь по стране тиражом более 1 000 000 экземпляров.
Такие песни, как «Ночной дозор», «Прасковья», «Проститься» и «Уматурман», сделали группу популярной. В 2005 году на Премии Муз-ТВ она получила награды в 2 номинациях: «Лучшая песня» (за песню «Проститься») и «Прорыв года». В том же году альбом получил премию «Рекордъ» в номинации «Дебют года».
На композиции «Прасковья», «Проститься», «Ума Турман» были выпущены видеоклипы.

## История создания
«Первоначальные версии были записаны ещё в Нижнем Новгороде, а затем перезаписывались в студии компании „CD LAND“ у Чубыкина, а уже окончательный mix и мастеринг, так называемые финальные штрихи, а также перезапись нескольких треков, происходят в студии известного аранжировщика Евгения Курицына. Самое трудное в записи альбома было то, что когда мы в Нижнем записывали демо запись наших песен, они были в плохом качестве, но в них было настроение… При перезаписи и пересведении песен качество улучшилось, а самое главное потерялось. Приходилось очень много менять, перезаписывать и даже в корне менять сами аранжировки песен…. Но в итоге я очень доволен тем, что получилось…»
— Владимир Кристовский

## Отзывы критиков
«Ощущение „настоящести“ — материя, трудно поддающаяся анализу и очень субъективная. Ощущение вторичности музыкального материала, записанного на пластинке,— факт неоспоримый. Но песни от этого не делаются хуже. Дело в том, что идентифицируемые в треках первоисточники — музыка достойная и редко эксплуатируемая. „В городе N“ — это, представьте себе, настроение первого альбома Леонида Агутина с легким кабацким акцентом, помноженное на улыбчивую бардовскую интонацию Олега Митяева. <…> Не исключено, что и шляпу с кепкой, и рубашечки в цветочек с клешами тоже придумал для них кто-то. Но голос Владимира Кристовского — это голос Владимира Кристовского. Даже откровенный закос под „Ленинград“ в песне „Дай“ благодаря ему скрыт под обезоруживающим обаянием и лиризмом. Вывести путём селекции такое невозможно.»
— Борис Барабанов, «Коммерсантъ», 14 октября 2004 года
Алексей Мажаев (InterMedia), сравнивая альбом 2011 года «В этом городе все сумасшедшие» с дебютом группы, отмечал, что «…тогда музыка братьев Кристовских подкупала свежестью, душевностью, юмором, может быть, даже провинциальностью — в хорошем смысле».

## Список композиций
Автор песен — Владимир Кристовский, кроме (2) — слова В. Кристовский и С. Лукьяненко
| №   | Название                         | Длительность |
| --- | -------------------------------- | ------------ |
| 1.  | «Прасковья»                      | 2:49         |
| 2.  | «Ночной Дозор»                   | 3:45         |
| 3.  | «Раненный в висок»               | 5:02         |
| 4.  | «Ума Турман (Тарантино Version)» | 4:10         |
| 5.  | «Стрела»                         | 3:30         |
| 6.  | «Ты ушла»                        | 3:38         |
| 7.  | «Здравствуй, дорогая»            | 2:58         |
| 8.  | «Объясни мне»                    | 3:45         |
| 9.  | «Ад»                             | 4:09         |
| 10. | «Дай»                            | 4:04         |
| 11. | «Тайд»                           | 4:07         |
| 12. | «Ни кола, ни дачки»              | 3:45         |
| 13. | «Проститься»                     | 5:00         |
| 14. | «Прасковья (Radio Mix)»          | 3:03         |
| 15. | «Прасковья (LaTrack Mix)»        | 2:25         |
| 16. | «Ума Турман (Original Version)»  | 4:09         |
| 17. | «Ночной Дозор (Film Version)»    | 3:52         |

## Интересные факты
- В записи группа использовала перкуссию, драм-программирование и др. ударные.
- В 2011 году, через 7 лет после записи и выпуска альбома, на песню «Объясни мне» был сделан ремейк, вошедший в альбом «В этом городе все сумасшедшие».

Состав группы при записи альбома:
- Владимир Кристовский — голос, гитара, аранжировки, автор
- Сергей Кристовский — акуст.гитара, электрогитара, соло, перкуссия, аранжировки, автор
- Геннадий Ульянов — бас-гитара, перкуссия